# Diego Gómez de Ribera
Diego Gómez de Ribera (c.1400 – Álora, mayo de 1434) fue un noble castellano que llegó a ser  II Adelantado Mayor de la frontera de Andalucía y Notario Mayor de Andalucía.

### Biografía
Nacido en los últimos años del siglo XIV o principios del siglo XV, hijo de Per Afán de Ribera "El Viejo", Adelantado de Andalucía y señor de Las Aguzaderas y de las villas de Espera y Bornos, y de su segunda esposa, Aldonza de Ayala, señora de Malpica y Valdepusa, hija de Diego Gómez de Toledo. Per Afán había apoyado a Enrique II de Trastámara en la guerra civil contra su hermanastro Pedro I de Castilla, y por ello fue premiado con los cargos de caballero veinticuatro de Sevilla, Notario Mayor y adelantado mayor de Andalucía, así como con el aumento de su patrimonio.
Diego se convirtió en el principal heredero de su padre debido a la muerte de su hermanastro mayor, Ruy López de Ribera (fruto del matrimonio de su padre con María Rodríguez Mariño), en el asedio de Setenil en 1407, y a que otro hermanastro, Payo Mariño, que le antecedía, había emprendido la carrera eclesiástica.
En 1411 se le designó como beneficiario del mayorazgo principal de la familia, que englobaba entre otros lugares Espera, Bornos y Las Aguzaderas, y también casas en Sevilla. Ese mismo año, en noviembre, su padre le cedió el oficio de Notario Mayor de Andalucía, y consta que en 1416 ya había hecho lo mismo con el de Adelantado Mayor. Investido con este último cargo de la máxima autoridad judicial y ejecutiva en su jurisdicción, Diego Gómez delegó sus funciones en lugartenientes, el principal de los cuales fue Diego Fernández de Villarreal. En 1423 murió Per Afán, sucediéndole su hijo en la jefatura del linaje Ribera.
En 1419 casó con Beatriz Portocarrero, hermana de Pedro Fernández Portocarrero, V señor de Moguer, y cuñada de Álvaro de Luna, valido de Juan II de Castilla. Esta boda reportó rentas e influencia a los Ribera.
Gracias a la dote aportada por su esposa y a la remuneración de sus oficios públicos, Diego aumentó su hacienda comprando lugares, sobre todo en tierras fronterizas con el Reino nazarí: El Coronil, El Viso (que luego trocaría por Cañete la Real y Torre Alháquime), Los Molares... Asimismo, adquirió diversas casas, tierras y las ferrerías de San Nicolás del Puerto.
Respecto a la trayectoria política de Diego Gómez, se sabe que a comienzo de la década de 1420 tomó partido por uno de los infantes de Aragón, Enrique, frente a Álvaro de Luna. Posteriormente, mudó su fidelidad en beneficio de este último, que según se ha señalado antes se había convertido en su cuñado. De este modo, en 1429 formó parte de la hueste que Juan II de Castilla movió contra Aragón, en el contexto de la vuelta del condestable Álvaro de Luna a la Corte y la expulsión del país de los hijos de Fernando de Antequera, líderes de la alta nobleza.
En julio de 1430, Castilla acordó una tregua con Aragón y Navarra. Se inició entonces la actividad más destacada de Diego Gómez: la guerra contra los musulmanes. Fue destinado como frontero al obispado de Jaén con 500 lanzas. Ese invierno efectuó desde allí una entrada en la Vega de Granada, donde consiguió una victoria frente a los nazaríes en Colomera. Al año siguiente participó a las órdenes de Juan II y de Álvaro de Luna en una nueva expedición contra Granada. Quedó luego como encargado de la defensa del sector de Écija. Junto al maestre de Calatrava Luis González de Guzmán, ayudó a Yusuf IV, aliado de Juan II de Castilla, a desbancar del trono nazarí a Muhammed IX de Granada.
En mayo de 1434 murió mientras cercaba la villa musulmana de Álora. Álvaro de Luna, que tomó bajo su protección a los hijos de Diego Gómez, los favoreció en los trámites de la herencia. El mayorazgo correspondió a Per Afán II de Ribera, entonces un niño. También le fueron confirmados por el Rey los cargos de notario mayor y adelantado mayor de Andalucía, que desempeñara su padre.
Conmemora la muerte de este adelantado el famoso romance que comienza “Álora, la bien cercada, / tú que estás en par del río [...]”. Cuenta el poema cómo mientras el adelantado alzaba la visera de su yelmo para atender una propuesta de rendición, una saeta le atravesó la cabeza. Según otros testimonios, el proyectil le entró por la boca. Hay varias versiones de dicho romance, pero todas cuentan la misma historia.

Álora la bien cercada
Tú que estás en par del río

Cercote el adelantado

Una mañana en comingo

De peones y hombres de armas

El campo bien guarnecido

Con la gran artillería

Héchote habían un portillo

Viérades morosy moras

Subir hullendo al castillo

Las moras llevan la ropa

Los moros harina y trigo

Y las moras de quince años

Llevaban el oro fino

Y los moricos pequeños

Llevan la pasa y el higo

Por encima del adarve

Su pendón llevan tendido

Allá detrás de una almena 

Quedadose había un morisco

Con una ballesta armada

Y en ella puesto un cuadrillo

En altas voces diciendo

Que del real le han oído:

¡Tregua, tregua adelantado

Por tuyo se da el castillo!

Alza la visera arriba

por ver él que tal le dijo

Asestárale a la frente

Salídole al colodrillo

Sácole Pablo de riendas

Y de mano Jacobillo

Éstos dos que había criado

En su casa desde chicos

Lleváronle a los maestros

Por ver si será guarido

A las primeras palabras

El testamento les dijo.

### Matrimonio y descendencia
En 1419 casó con Beatriz Portocarrero, hermana de Pedro Fernández Portocarrero, V señor de Moguer, y cuñada de Álvaro de Luna, valido de Juan II de Castilla. Tuvieron los siguientes hijos:
- Per Afán II, III adelantado de Andalucía, casó en primer lugar con Teresa de Córdoba y Arellano y después con María de Mendoza, con sucesión en la segunda.
- Martín Fernández Portocarrero.
- Payo de Ribera (-1482), fue monje en la cartuja de las Cuevas de Sevilla y prior de Miraflores y de la cartuja de El Paular.
- Inés de Ribera, segunda esposa de Juan de Silva, I conde de Cifuentes.
- Leonor.
- Aldonza de Ribera, casada en primer lugar con Alfonso Fernández de Córdoba y Montemayor, con quien tuvo un hijo póstumo y luego con Rodrigo de Ribera, que era primo suyo.
- Francisca, casada con Juan Hurtado de Mendoza.